# Arena Gliwice
 A Arena Gliwice é um centro de desportos e entretenimento em Gliwice, Polônia. Fornece 13.752 assentos na arena principal e é considerado um dos maiores salões de entretenimento e desportos do país. Inicialmente, o objeto recebeu o nome de "Podium Hall", que mais tarde foi transformado em "Hala Gliwice". Atualmente, esse nome é usado de forma intercambiável com o nome "Arena Gliwice". 

## Construção
A construção do salão começou em 2013, após a demolição do antigo estádio. Inicialmente, a cidade contava com o apoio financeiro da União Europeia, mas após a recusa, decidiu-se financiar a construção a partir do orçamento da cidade.  O custo de construção inicialmente previsto ascendia a 321 milhões de PLN e a construção deveria estar concluída em meados de 2015.  De acordo com o relatório sobre a execução do orçamento da cidade de Gliwice para 2017, o total de despesas para a implementação do investimento em 2017-2018 ascendeu a 420,4 milhões de PLN,  31% acima do montante originalmente assumido. 
A Gliwice Arena tem um parque de estacionamento de dois níveis, cujo nível superior pode ser adaptado para organizar eventos e exposições ao ar livre. O estacionamento tem 800 vagas. A instalação está adaptada às necessidades das pessoas com deficiência. São 72 lugares disponíveis para eles (36 vagas para cadeirantes e 36 para acompanhantes) localizados em todos os setores e locais que garantem boa visibilidade. 

## Eventos
O primeiro evento que aconteceu na arena foi uma corrida feminina como parte do evento cross-country "Bieg Kobiet Zawsze Cais (w) si". Durante o evento, que aconteceu em 6 de maio de 2018, um grupo de mulheres percorreu a parte principal do salão. Esta corrida foi parte de um evento organizado para a luta contra o câncer de mama.  Os dias de abertura oficiais foram organizados em 12 e 13 de maio de 2018, e em 30 de maio de 2018, o concerto de Armin van Buuren teve lugar. 
Em 6 de março de 2019, a European Broadcasting Union (EBU) e a emissora polonesa Telewizja Polska (TVP) anunciaram que a arena sediará o Junior Eurovision Song Contest 2019, que acontecerá em 24 de novembro de 2019 e será a primeira vez que a Polônia recebe o evento. 

### Eventos desportivos
- Qualificação para o Campeonato Europeu de Andebol de 2020
- 2023 Campeonato Mundial de Handebol Masculino

### Concertos
| Concertos na Arena Gliwice | Concertos na Arena Gliwice | Concertos na Arena Gliwice  | Concertos na Arena Gliwice |
| Encontro                   | Artista                    | Tour                        | Comparecimento             |
| -------------------------- | -------------------------- | --------------------------- | -------------------------- |
| 31 de maio de 2018         | Armin van Buuren           | Um estado de transe 850     |                            |
| 21 de julho de 2019        | Scorpions                  | Tour do mundo louco         |                            |
| 4 de junho de 2019         | Slayer                     | Tour de despedida do Slayer |                            |